# القطاع المصرفي في إسرائيل

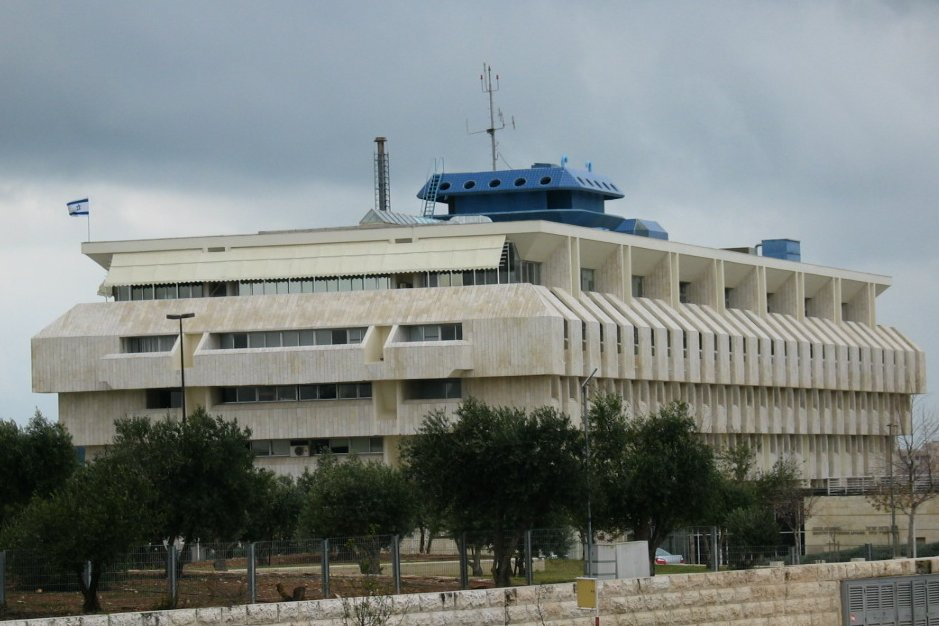
بنك إسرائيل

تمتد جذور النظام المصرفي في إسرائيل إلى بدايات القرن العشرين، حيث ارتبطت نشأته الوثيقة بالحركة الصهيونية، وذلك قبل إعلان قيام إسرائيل عام 1948.

## التاريخ
في عام 1903، أسست المنظمة الصهيونية العالمية البنك الإنجلو-الفلسطيني ، والذي أصبح لاحقًا بنك لئومي، ليكون حجر الأساس للقطاع المصرفي في المنطقة. ومنذ ذلك الحين، شهد المشهد المالي الإسرائيلي تحولات جوهرية، حيث يسيطر أكبر مصرفين على أكثر من 60% من النشاط المصرفي، في حين تتحكم أكبر خمسة بنوك في أكثر من 90% من السوق المالية.
تعرضت البنوك الإسرائيلية لهزة عنيفة في أزمة أسهم المصارف الإسرائيلية 1983، عندما انهارت أسعار أسهمها، مما استدعى تدخل الحكومة لتمليك معظم المؤسسات المصرفية لإنقاذ القطاع من الانهيار. ومع مرور الزمن، بدأت الدولة في خصخصة هذه المصارف تدريجيًا، فتم بيع بنك هبوعليم عام 1996، تلاه بنك ميزراحي (الذي اندمج لاحقًا ليشكل بنك ميزراحي-تيفهوت) عام 1998.
واصلت الحكومة مساعيها في التخلي عن حصصها المصرفية، فباعت جزءًا كبيرًا من أسهمها في بنك ديسكونت عام 2006، وفي بنك لئومي عام 2005. ورغم تراجع ملكية الدولة، لا تزال الحكومة من بين كبار المساهمين في بعض البنوك التي باتت اليوم في قبضة القطاع الخاص.

## البنوك
اعتبارا من عام 2022، هناك عشرة بنوك تجارية، وأربعة بنوك أجنبية، وشركة خدمة مشتركة للتصفية، جميعها تحت إشراف وحدة الإشراف المصرفي للبنك الإسرائيلي. تسيطر خمس مجموعات مصرفية رئيسية على غالبية العمليات المصرفية في البلاد،
- يُعد بنك لئومي أكبرها. تأسس البنك في لندن عام 1902 استنادًا إلى رؤية ثيودور هرتزل، وكان الهدف الأساسي من إنشائه أن يكون الذراع الاقتصادية للحركة الصهيونية الناشئة. في بدايته، عُرف باسم بنك إنجلو-فلسطين، قبل أن يُعاد تسميته لاحقًا إلى بنك لئومي، حيث اضطلع بدور البنك شبه المركزي للدولة في سنواتها الأولى. [1]
- يُعد بنك هبوعليم أقدم البنوك في إسرائيل، إذ تأسس عام 1921 بمبادرة من المؤسسات المركزية لمجتمعات يشوف آنذاك، بما في ذلك المنظمة الصهيونية والاتحاد العام للعمال اليهود في فلسطين. على مر العقود، توسع البنك ليُنشئ شبكة واسعة من الفروع، ويمارس أنشطة مصرفية متنوعة تغطي جميع القطاعات المالية، مُقدِّمًا مجموعة شاملة من الخدمات المصرفية والمالية داخل إسرائيل وخارجها.[1]
- أما بنك ديسكونت، فهو ثاني أقدم بنك في إسرائيل، وقد تأسس عام 1935 تحت اسم "بنك لئومي ليزريل" على يد عائلات كروزو، إلبو، وريكاناتي. نجح البنك في تجاوز التحديات التي فرضتها الحرب العالمية الثانية، ليصبح أحد المصارف الكبرى بعد إعلان قيام الدولة. رغم تعرضه لأزمات مالية نتيجة قرارات إدارية خاطئة وتوترات بين الإدارة واللجان العمالية، تمكن البنك من التعافي واستعادة استقراره. اليوم، يسيطر بنك ديسكونت على Discount Mercantile Bank، وهو مملوك لعائلة برونفمان الكندية-الإسرائيلية.
- بنك مزراحي تيفهوت هو ثالث أكبر البنوك في إسرائيل، وقد تأسس عام 1923 على يد حركة الميزراحي الصهيونية الدينية. يُعد البنك اليوم جزءًا من مجموعة عوفر ويرتهايم، كما يمتلك حصة بنسبة 50% في بنك ياهف. وفي عام 2022، استحوذ بالكامل على بنك أغودات بعد اندماجه معه، ليصبح أحد أبرز اللاعبين في القطاع المصرفي الإسرائيلي.
- أما بنك ديسكونت، فهو رابع أقدم بنك في إسرائيل، وقد تأسس عام 1935 تحت اسم "بنك لئومي ليزريل" على يد عائلات كروزو، إلبو، وريكاناتي. نجح البنك في تجاوز التحديات التي فرضتها الحرب العالمية الثانية، ليصبح أحد المصارف الكبرى بعد إعلان قيام الدولة. رغم تعرضه لأزمات مالية نتيجة قرارات إدارية خاطئة وتوترات بين الإدارة واللجان العمالية، تمكن البنك من التعافي واستعادة استقراره. اليوم، يسيطر بنك ديسكونت على Discount Mercantile Bank، وهو مملوك لعائلة برونفمان الكندية-الإسرائيلية.
- يُعد البنك الدولي الأول خامس أكبر المصارف الرئيسية في إسرائيل، ويخضع لسيطرة مجموعة استثمارية يقودها رجل الأعمال زاديك بينو، كما تمتلك هذه المجموعة أيضًا بنك مسعد. إلى جانب المؤسسات المصرفية الخمس الكبرى، تنشط في إسرائيل مصارف تجارية إضافية تقدم خدماتها للأفراد والشركات، ومن أبرزها بنك القدس وبنك ياهف. وفي إطار التوسع المصرفي، بدأ البنك الرقمي "وان زيرو" نشاطه عام ٢٠٢٢، فيما وافق بنك إسرائيل، في ديسمبر من العام ذاته، على تأسيس بنك جديد تحت مسمى "بنك أش إسرائيل".

| المجموعة المصرفية | سنة التأسيس | المقر الرئيسي | الملكية الحالية                           | أبرز المحطات التاريخية |
| ----------------- | ----------- | ------------- | ----------------------------------------- | --- |
| بنك لئومي         | 1902 (لندن) | تل أبيب       | قطاع خاص (محاولات خصخصة فاشلة)            | تأسس في لندن كـ"بنك إنجلو-فلسطين"، كان بمثابة البنك المركزي غير الرسمي في بدايات الدولة، فشلت جميع محاولات الدولة لبيع حصتها بالكامل. |
| بنك هبوعليم       | 1921        | تل أبيب       | قطاع خاص                                  | تأسس بمبادرة من المنظمة الصهيونية والاتحاد العام للعمال اليهود في فلسطين، توسع محليًا ودوليًا ليصبح من أكبر البنوك التجارية.            |
| بنك مزراحي تيفهوت | 1923        | تل أبيب       | مملوك لمجموعة عوفر ويرتهايم               | تأسس على يد حركة "مزراحي الصهيونية الدينية"، يسيطر على 50% من بنك ياهف، استحوذ عام 2022 على "Agudath Bank".                           |
| بنك ديسكونت       | 1935        | تل أبيب       | مملوك لعائلة برونفمان الكندية-الإسرائيلية | أُنشئ تحت اسم "بنك لئومي ليزريل"، تجاوز أزمات الحرب العالمية الثانية وأصبح بنكًا رئيسيًا، واجه تحديات إدارية لكنه تعافى.                 |

### المصارف الأجنبية العاملة في إسرائيل
تضم المنظومة المصرفية في إسرائيل فروعًا لعدة مؤسسات مالية دولية، من بينها:
- بنك سيتي
- بنك إتش إس بي سي
- بنك بي إن بي باريبا
- بنك دويتشه
- بنك كريدي سويس
- بنك الدولة الهندي

ومع ذلك، شهد القطاع المصرفي الإسرائيلي انسحاب بعض البنوك الأجنبية، وكان بنك باركليز من أبرز المؤسسات التي أغلقت عملياتها داخل البلاد.

### بنك البريد الإسرائيلي
يُعرف بنك البريد (بنك ها-دور) بأنه مؤسسة مصرفية تقدم الخدمات المالية الأساسية، بما في ذلك الحسابات الجارية، لكنه لا يتمتع بسلطة منح القروض أو تقديم أي تسهيلات ائتمانية. ويخضع البنك لإشراف وزارة الاتصالات الإسرائيلية وفقًا لأحكام قانون البريد.

### البنوك الرئيسية
| مجموعة المصرف                          | تأسيس | عدد الفروع | إجمالي الأصول (مليون شيكل) | حصة مجموع أصول النظم المصرفية | حصة النظام المصرفي المشترك | حصة الإيداعات في النظام المصرفي | الأسهم (مليون شيكل) |
| -------------------------------------- | ----- | ---------- | -------------------------- | ----------------------------- | -------------------------- | ------------------------------- | ------------------- |
| مجموعة البنك ليومي                     | 1902  | 193        | 699,166                    | 26.5                          | 29.3                       | 29.18                           | 49,443              |
| مجموعة هابوليم                         | 1921  | 233        | 665,353                    | 26.8                          | 27.9                       | 27.9                            | 46,503              |
| مجموعة البنك الخصم                     | 1935  | 178        | 376,754                    | 16.6                          | 15.8                       | 15.31                           | 25,478              |
| مجموعة المصرف المصرفي "ميزراهي-تيفهوت" | 1923  | 198        | 428,292                    | 21.1                          | 18.0                       | 18.05                           | 24,868              |
| مجموعة البنك الدولي الأول              | 1975  | 103        | 195,955                    | 8.0                           | 8.2                        | 8.81                            | 11,035              |
| بنك القدس                              | 1963  | 23         | 18,907                     | 1.0                           | 0.8                        | 0.75                            | 1,256               |
| المصدر: مسح سنوي 2022 بنك إسرائيل      |       |            |                            |                               |                            |                                 |                     |

## الإشراف والتنظيم
تقوم مهام ومسؤولية المشرف على العديد من القوانين: تخضع البنوك لقوانين محددة كشركات. يشرف بنك إسرائيل على البنوك العاملة في البلاد من خلال مراقب البنوك، الذي يستند في مهامه وسلطاته إلى عدد من القوانين والتشريعات المنظمة للقطاع المصرفي. تخضع البنوك في إسرائيل لمجموعة من القوانين الخاصة التي تنظم عملها كشركات مالية، ومن أبرزها:
- أمر المصارف لعام 1941: وهو تشريع صادر خلال الانتداب البريطاني، خضع للتعديلات والتحديثات عبر العقود المتتالية.
- قانون المصارف (التراخيص) لعام 1981: ينظم إجراءات منح التراخيص للعمل المصرفي في البلاد.
- قانون المصارف (خدمات العملاء) لعام 1981: يحدد التزامات البنوك تجاه عملائها من حيث جودة الخدمات المقدمة.
- قانون الشيكات بدون رصيد لعام 1981: يعالج القضايا المتعلقة بإصدار الشيكات غير المغطاة بالرصيد الكافي.
- قانون تنظيم الاستشارات والاستثمار وإدارة المحافظ المالية: يضع إطارًا قانونيًا لعمل المستشارين الماليين ومديري الاستثمارات.

## الإستشهادات
1. 1 2  TASE. "דף הבית - מאיה – מערכת אינטרנט להודעות | הבורסה לניירות ערך". מאיה (بالعبرية). مؤرشف من الأصل في 2025-02-14. اطلع عليه بتاريخ 2024-03-11.
2. ↑  Banking Supervision نسخة محفوظة 2007-11-18 على موقع واي باك مشين. Bank of Israel